# Torcello
 (février 2023).
Si vous disposez d'ouvrages ou d'articles de référence ou si vous connaissez des sites web de qualité traitant du thème abordé ici, merci de compléter l'article en donnant les références utiles à sa vérifiabilité et en les liant à la section « Notes et références ».
Torcello est une île située au nord de la lagune de Venise, en Italie.
Première zone de peuplement de la lagune à partir du VIe siècle, Torcello en devient l'île la plus peuplée et compte  quelques milliers d'habitants au Xe siècle. L'envasement de ses canaux et la propagation de la malaria conduisent l'île à être peu à peu désertée. En 2018, Torcello ne compte plus que quatorze habitants (contre une soixantaine encore en 2009).

## Géographie
Torcello est située dans le nord de la lagune de Venise, à proximité du continent et des îles de Burano et Mazzorbo.

## Histoire

### Origine
À l'époque romaine, Torcello est probablement un lieu de villégiature de la noblesse d'Altinum, dont l'île emprunta le nom de Turricellum à une de ses portes. Lors de la chute de l'Empire romain d'Occident, l'île devient un refuge pour les Vénètes fuyant la terre ferme et est l'une des premières îles de la lagune à être habitée, tout particulièrement après la destruction d'Altinum par les Huns en 452.
Après la guerre des Goths au Ve siècle, la Vénétie maritime fait partie de l'Italie byzantine. Les invasions barbares, notamment lombardes et franques, se traduisent par un afflux de réfugiés attirés par la protection relative de l'île, parmi lesquels l'évêque d'Altinum lui-même. En 638, Torcello devient le siège épiscopal officiel ; les habitants d'Altinum y apportent les reliques d'Héliodore.

### Développement
Torcello se développe principalement entre les VIIe et Xe siècles, après la reconquête de l'Italie par le général romain Bélisaire. Elle maintient d'étroits liens culturels et commerciaux avec l'exarchat de Ravenne, Rome et le reste de l'Empire romain d'Orient, tout en s'assurant d'une autonomie politique croissante vis-à-vis de Constantinople et en prospérant à l'intérieur de la confédération d'îles qui donnera naissance à l'État vénitien : Ammiana, Burano, Costanziaco, Mazzorbo et Rivoalto.
Au Xe siècle, Torcello compte 10 000 habitants, pas moins de 10 églises et plusieurs couvents. Important comptoir commercial, Torcello est l'île la plus puissante et la plus riche de la lagune. Les salines des marais du lagon forment la base de l'économie de Torcello, et son port se développe rapidement pour devenir un important marché au cœur des routes commerciales de la mer Adriatique et de la plaine du Pô entre l'Orient et l'Occident de l'Europe.
La cathédrale est reconstruite au XIe siècle. Au XIVe siècle, Torcello est le principal centre d'exploitation de la laine du duché de Venise. La ville possède sa propre noblesse et est dirigée par deux conseils, régis par un gastaldo et un podestat.

### Déclin
À partir du XIIe siècle, la partie de la lagune entourant Torcello s'envase. À partir de Rivoalto, Venise se développe et domine l'économie de la lagune, mais néglige son entretien. La navigation hauturière ne peut plus atteindre Torcello et la malaria s'y propage. Les habitants quittent alors l'île pour aller s'installer à Burano, Murano ou à Venise où le pouvoir politique se déplace peu à peu. Progressivement désertée, Torcello devient une simple paroisse lorsque le siège épiscopal déménage à Murano au XIVe siècle. Les matériaux de ses bâtiments sont réutilisées en masse pour permettre le développement de Venise, à tel point qu'en 1429, le doge Francesco Foscari ordonne au podestat de Torcello de mettre fin au pillage du marbre et des pierres de l'île.
Au XIXe siècle, Torcello compte encore plus de 300 habitants, mais la population diminue au cours du XXe siècle. La paroisse de Torcello est même supprimée en 1986. En 2018, Torcello n'a plus que 14 habitants permanents. Quelques-uns de ses canaux subsistent encore, le principal reliant la lagune à la basilique Santa Maria Assunta, où de nombreux Vénitiens viennent se marier. L'église Santa Fosca, la maison du conseil et quelques cafés et restaurants subsistent.

## Monuments

### Cathédrale Santa Maria Assunta

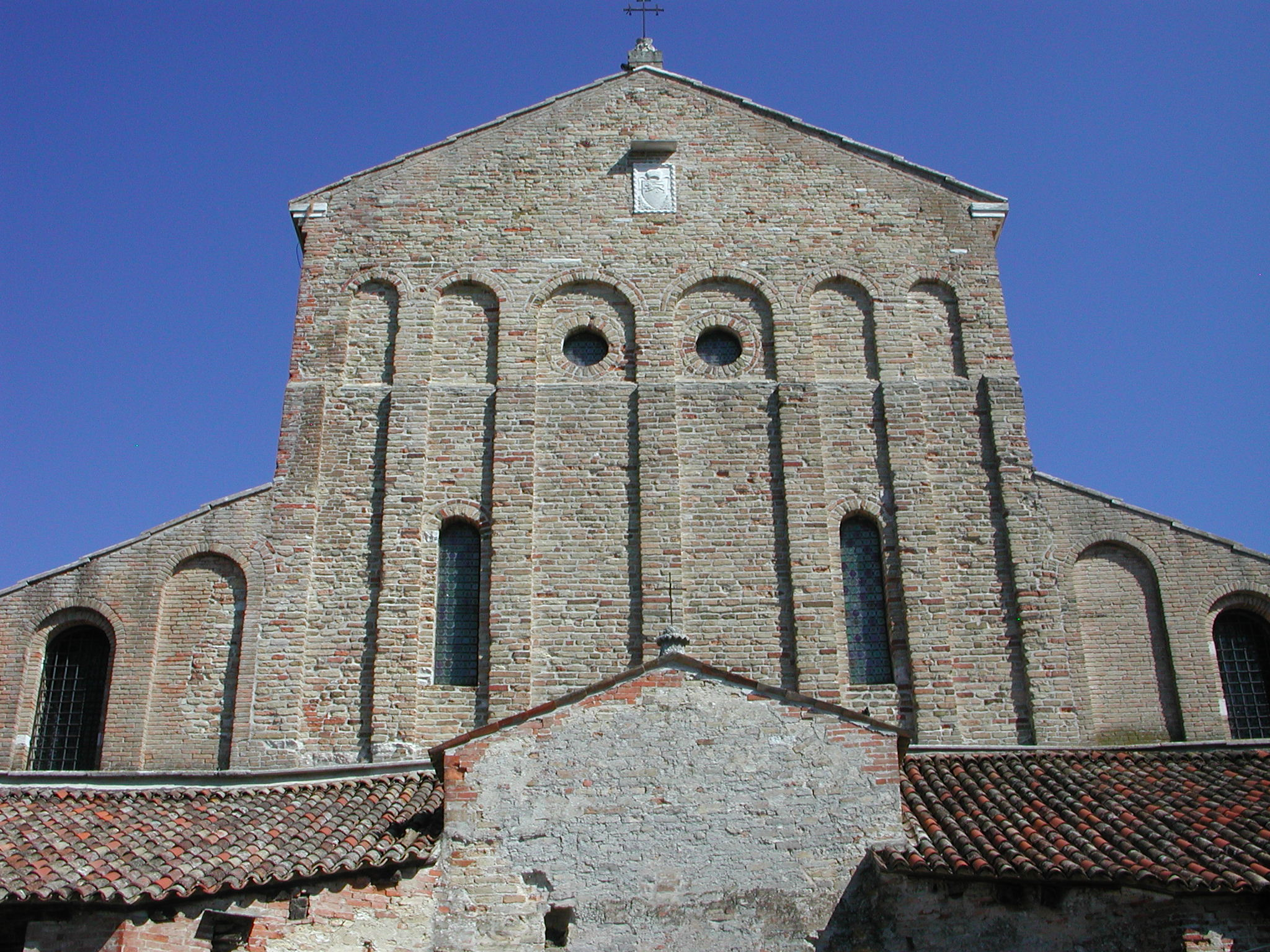
Cathédrale de Santa Maria Assunta (ND de l'Assomption)

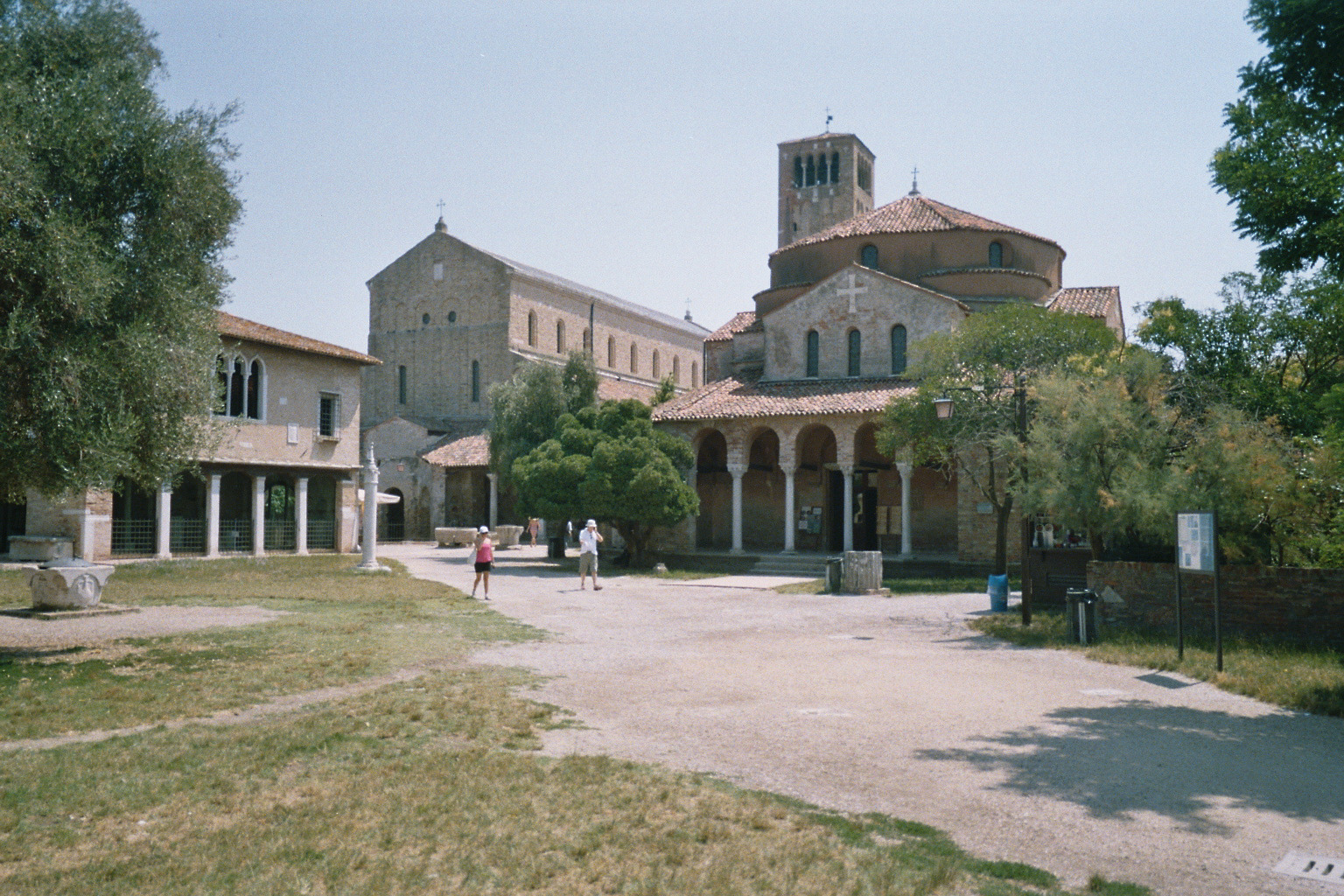
Cathédrale Santa Maria Assunta et église Santa Fosca

L'édifice le plus remarquable de l'île de Torcello est la cathédrale Santa Maria Assunta (Notre-Dame de l'Assomption), bâtie en 639 sous le règne d'Héraclius. Selon une inscription en latin gravée à gauche du chœur, elle aurait été fondée par l'exarque de Ravenne Isaac. Il s'agit du document le plus ancien de l'histoire de Venise :
« In n(omine) d(omini) D(e)i n(ostri) Ih(es)u Xr(isti), imp(erante) d(omi)n(o) n(ostro) Heraclio p(er)p(etuo) Augus(to), an(no) XXVIIII ind(ictione) XIII, facta est eccl(esia) S(anc)t(e) Marie D(e)i Genet(ricis) ex iuss(ione) pio et devoto d(omi)n(o) n(ostro) Isaacio excell(entissimo) ex(ar)c(ho) patricio et D(e)o vol(ente) dedicata pro eius merit(is) et eius exerc(itu). Hec fabr(ica)t(a) est a fundam(entis) per b(ene) meritum Mauricium gloriosum magistro mil(itum) prov(incie) Venetiarum, residentem in hunc locum suum, consecrante s(anc)t(o) et rev(erendissimo) Mauro episc(opo) huius eccl(esie) f(e)l(ici)t(er). » (« Au nom de notre divin Seigneur Jésus-Christ, selon l'édit n° 13 de la 29-ème année du règne de notre seigneur le perpétuel Auguste Héraclius, a été réalisée l'église de Sainte Marie la Mère de Dieu, par ordre du pieux et dévoué seigneur, son excellence l'exarque Isaac, volontairement voué à Dieu pour et par ses mérites civils et militaires. Elle a été construite dès ses fondations par le bien méritoire Maurice, glorieux commandant militaire de la province de Venise, résidant en ce lieu ; le saint et très révérend Mauros étant consacré avec succès évêque de cette église ».)
La façade, très sobre, est précédée d'un narthex dont la galerie rejoint et entoure l'église voisine de Santa Fosca.

#### Intérieur

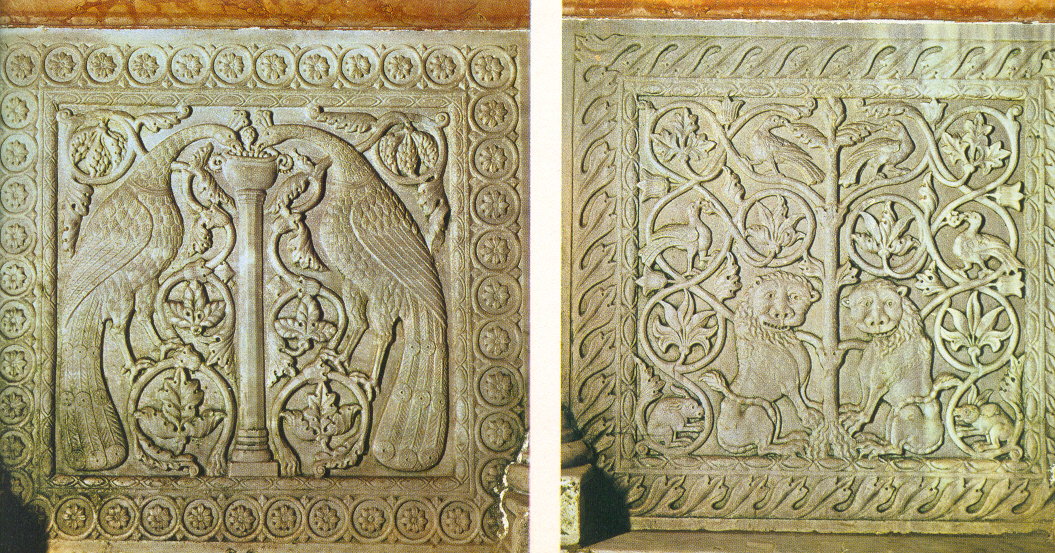
Torcello - Bas reliefs du chœur

L'intérieur, à trois vaisseaux, repose sur des colonnes en marbre grec à chapiteaux.
Le pavement de mosaïques a été réalisé au XIe siècle, les bas-reliefs datent du XIe siècle et les peintures du XVe siècle. L'iconostase est un exemple de la toute fin de l'art byzantin pictural (XVe siècle). L'autel de la cathédrale abrite un sarcophage romain renfermant les reliques de Saint Héliodore. Hemingway, parlant de la cathédrale Notre-Dame (Santa Maria Assunta), prétendait que les Vénitiens n'avaient jamais rien fait de mieux.
De somptueuses mosaïques, réalisées entre le XIIe siècle et le XIVe siècle, couvrent les murs de l'abside et des deux chapelles encadrant le chœur. Au revers de la façade s'étire une immense et majestueuse mosaïque représentant le Jugement dernier. Les mosaïstes des XIIe et XIIIe siècles, s'inspirèrent des canons esthétiques byzantins en symbiose avec l'esprit de l'art roman.

#### Mosaïques desabsides

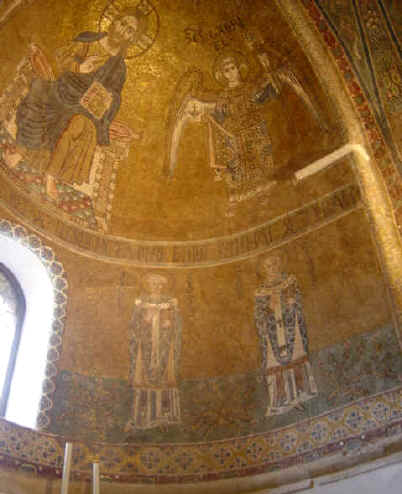
Mosaïques de l'abside droite

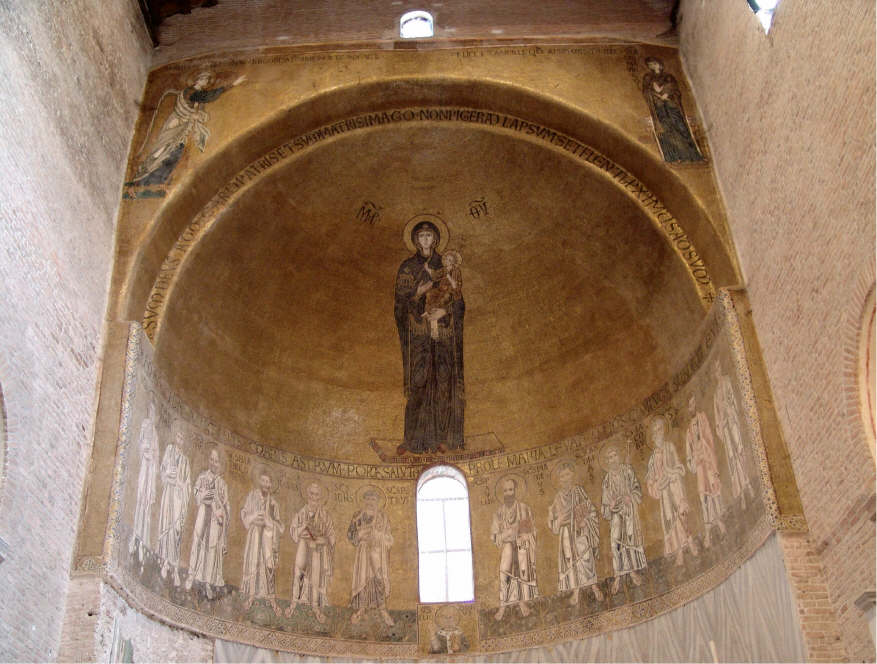
Mosaïques de l'abside centrale (XIIIe siècle)

1/ Dans l'arc de l'abside est représentée l'Annonciation. La Vierge y est représentée un fuseau à la main. Le long de l'arc, une inscription figure des propos à la première personne du singulier, comme cela était fréquent à cette période charnière entre le paléochristianisme finissant et le Christianisme médiéval plus tardif : "Je suis Dieu et Homme, l'image du Père et de la Mère ; je suis proche du coupable, mais le repentant est mon voisin".
2/ Dans le cul-de-four figure la Vierge à l'Enfant (XIIIe siècle), la fenêtre centrale inférieure représentant le Christ. Comme il était d'usage dans la symbolique religieuse byzantine, la Vierge amorce une génuflexion. Elle tient le Suaire du Christ, alors que l'enfant tient le rouleau de la loi, qui figure une triple ascendance temporelle, traditionnelle et spirituelle. Une abréviation grecque au-dessus de la Vierge signifie "Mère de Dieu".
En dessous, les Apôtres avancent dans une prairie de coquelicots (XIIe siècle).
3/ Dans l'abside de droite apparaissent le Christ trônant entourés des archanges Saint Michel et Saint Gabriel. Sur la voûte d'arêtes quatre anges portent l'agneau mystique. Les quatre fleuves du Paradis sont représentés par des bandes où alternent fleurs et grappes de fruits, et dans lesquelles apparait tout un bestiaire miniature symbolique (lion, paon, taureau, aigle, et oiseaux au plumage blanc).

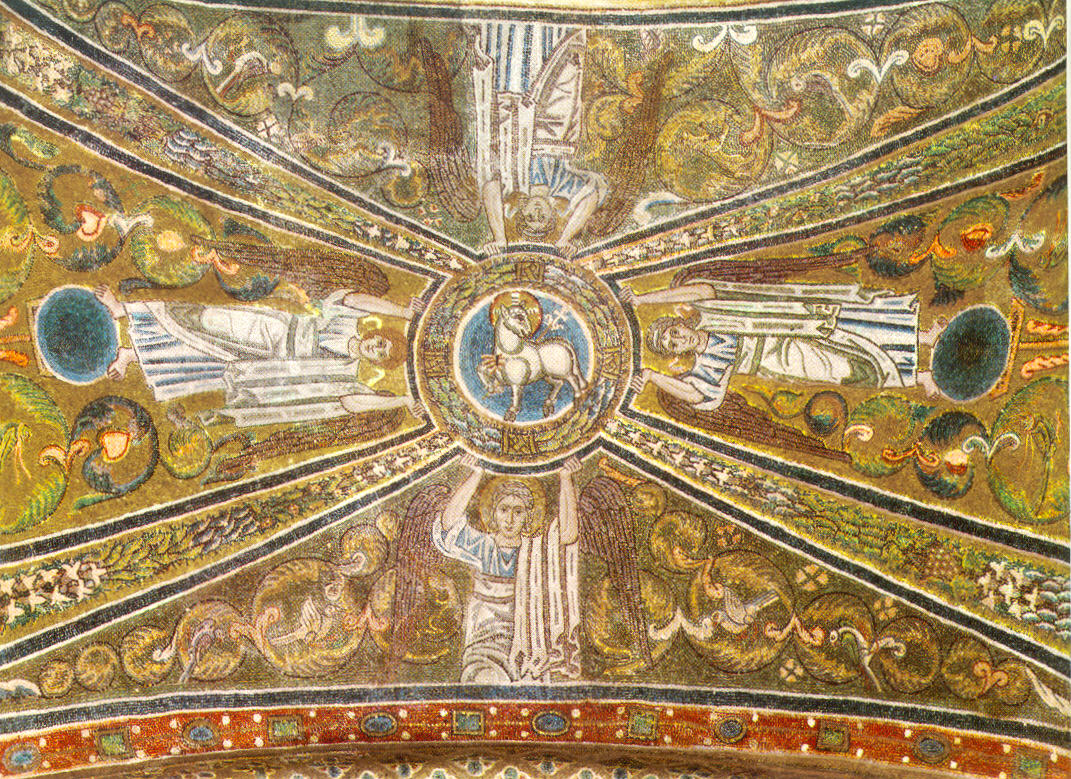
Voûte d'arrêtes (abside droite)
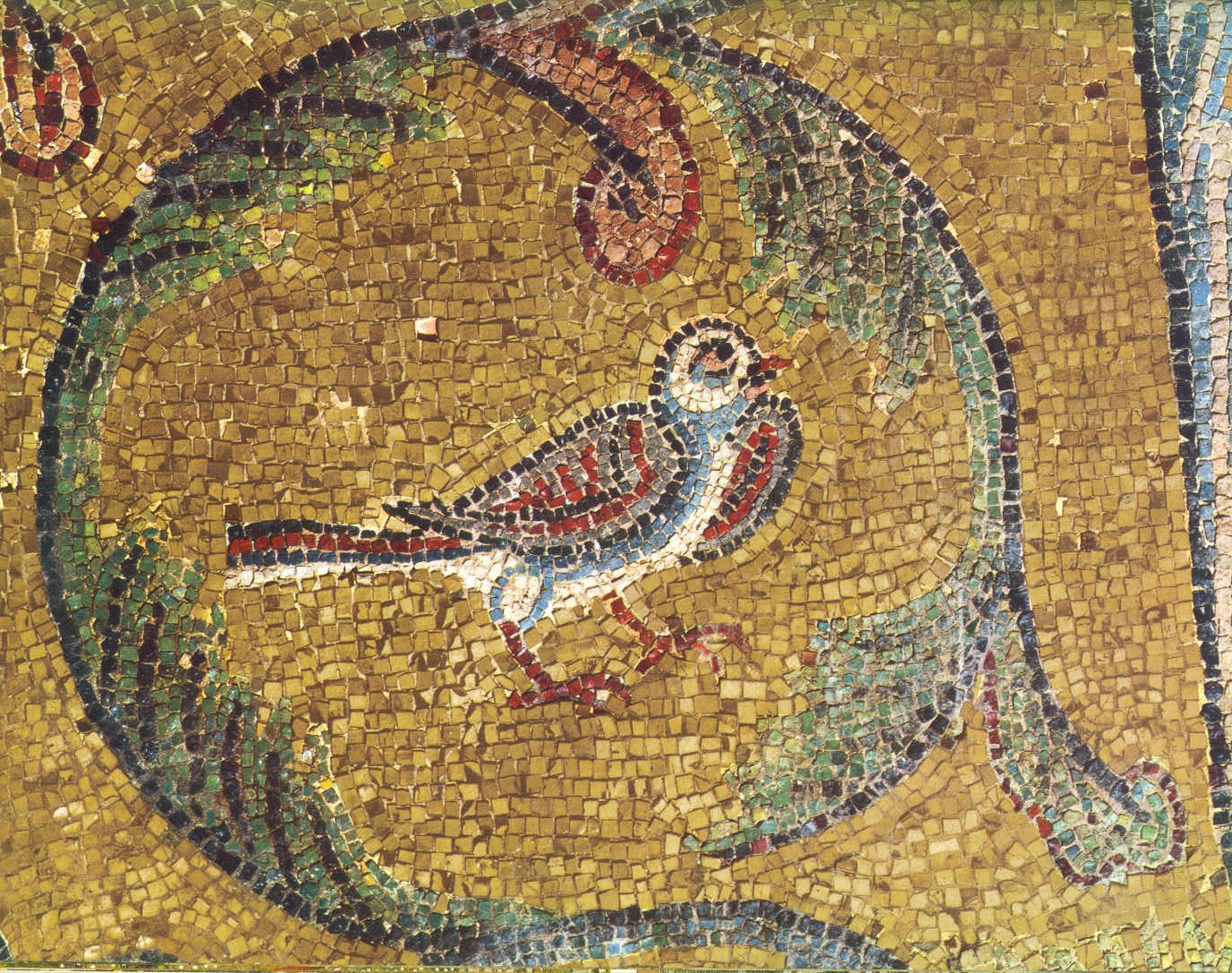
Animaux dans les fleuves du Paradis (abside droite)

#### Mosaïque duJugement dernier
Cette mosaïque en six bandes couvre toute la hauteur du mur de revers de façade, à l'exception des deux premiers mètres du sol, et se lit de haut en bas. Elle se décompose en deux parties : en haut sont représentées la Mort et la Résurrection du Christ (registres 1, 2 et 3). En bas, figure le Jugement lui-même (registres 4, 5 et 6).
Registre 1/ La Crucifixion.
Registre 2/ La descente aux enfers.

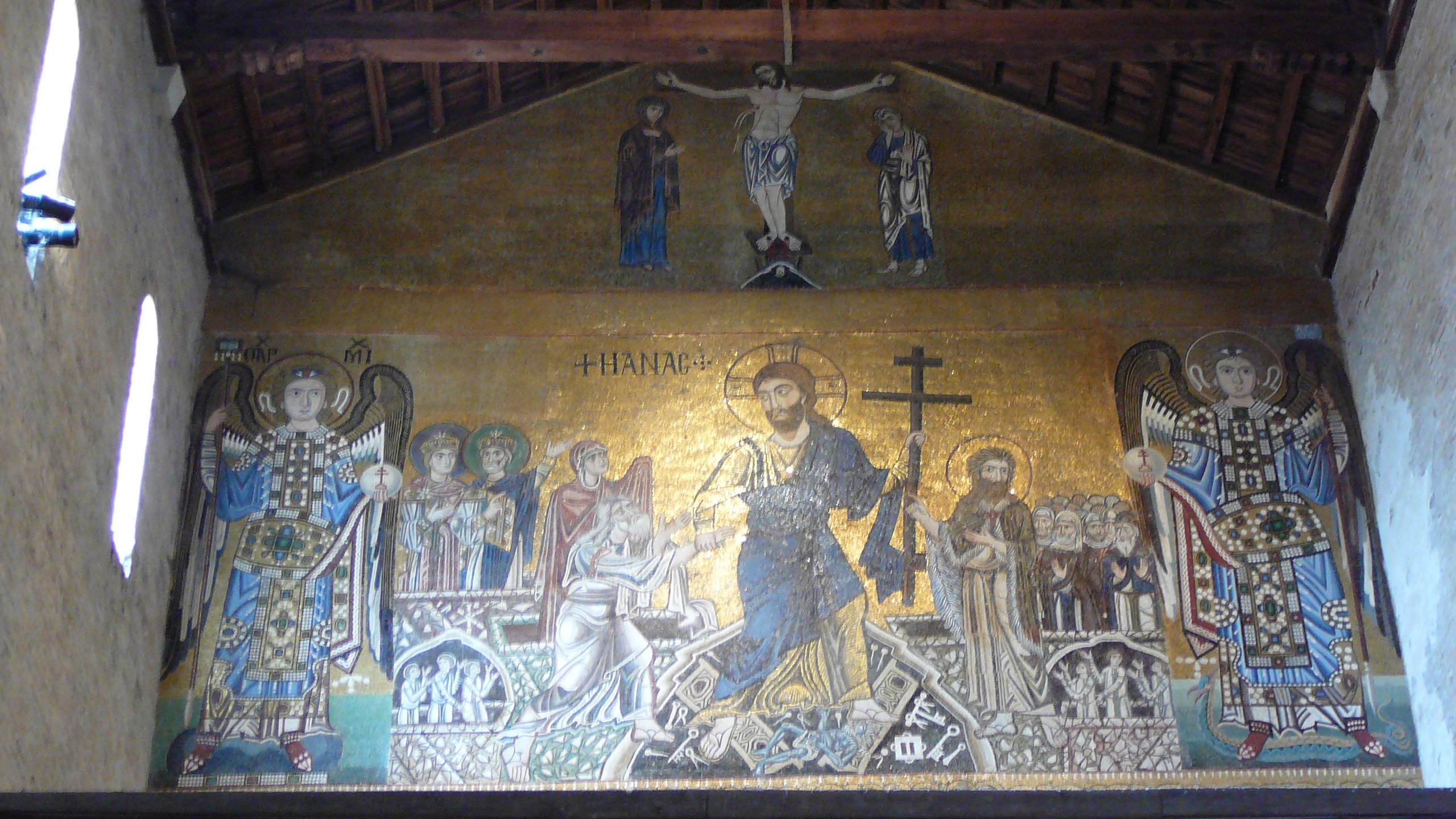
Registres 1 & 2

Le Christ foule les chaînes de l'enfer et un diable minuscule. Il tient Adam par la main, tandis que Ève est en prière. Derrière elle s'avancent les rois David et Salomon. De l'autre côté, Saint Jean-Baptiste est suivi du groupe des prophètes. Deux immenses archanges (Gabriel et Michel) portant des globes et vêtus à la mode byzantine encadrent ce registre.

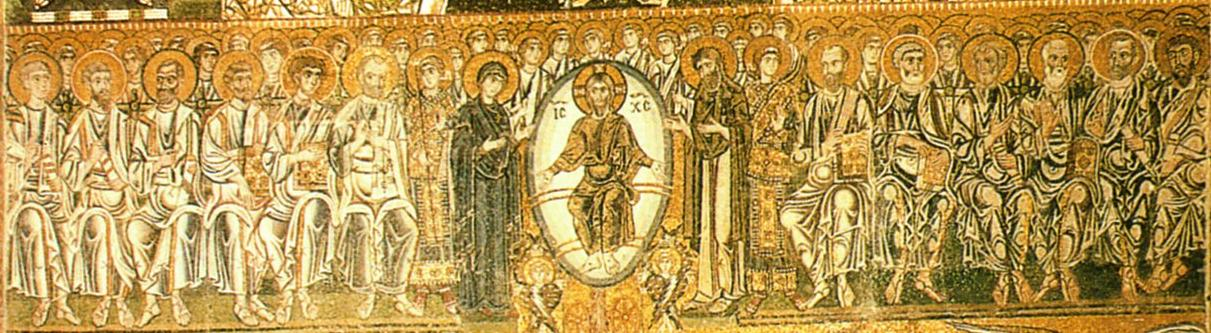
Registre 3 - Le Christ sous sa forme divine et charnelle

Registre 3/ Le Christ est représenté sous sa forme à la fois divine et charnelle en étant assis dans une mandorle.
La Vierge, Saint Jean-Baptiste et les douze Apôtres les encadrent. Deux anges portant d'innombrables yeux sur leurs ailes soutiennent la mandorle d'où coulent des fleuves de feu en direction de l'enfer (registres 5 et 6 dans leur partie droite).
Registre 4/ Le triomphe de la Croix (centre) et l'appel des morts (parties gauche et droite).
Au centre, les instruments de la Passion sont représentés : la sainte lance, l'éponge et la couronne d'épines. Quatre anges, dont deux sans corps à la manière orientale (séraphins) les encadrent. Au pied de la Croix, Adam et Ève sont agenouillés devant le livre de la vie.
À gauche et à droite, des anges soufflent dans leur trompette pour appeler les morts au Jugement. Ceux de gauche sortent de la symbolique terrestre : rochers et gueules d'animaux réels ou imaginaires, sous la forme de momies embaumées. Ceux de droite, de la symbolique de la mer : flots, poissons et monstres marins. Un ange tient un rouleau à la main et déroule le ciel pour en faire tomber les étoiles (scène de l'Apocalypse).

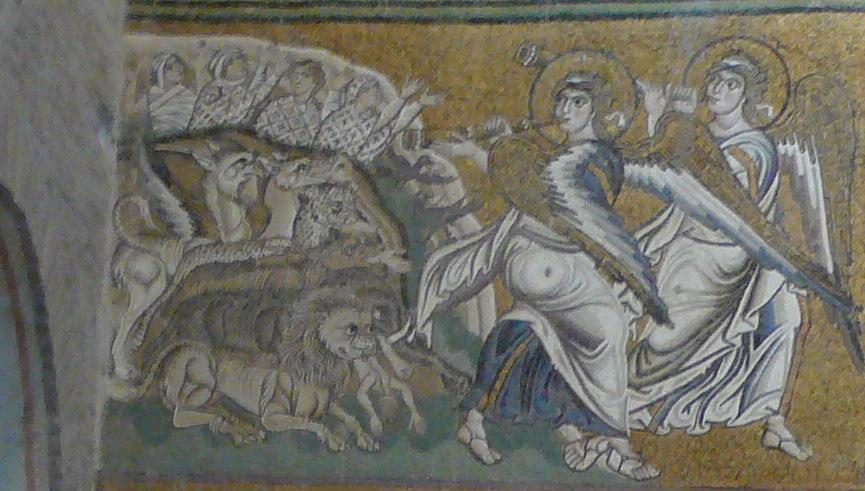
Registre 4 - Les morts sortant de la terre
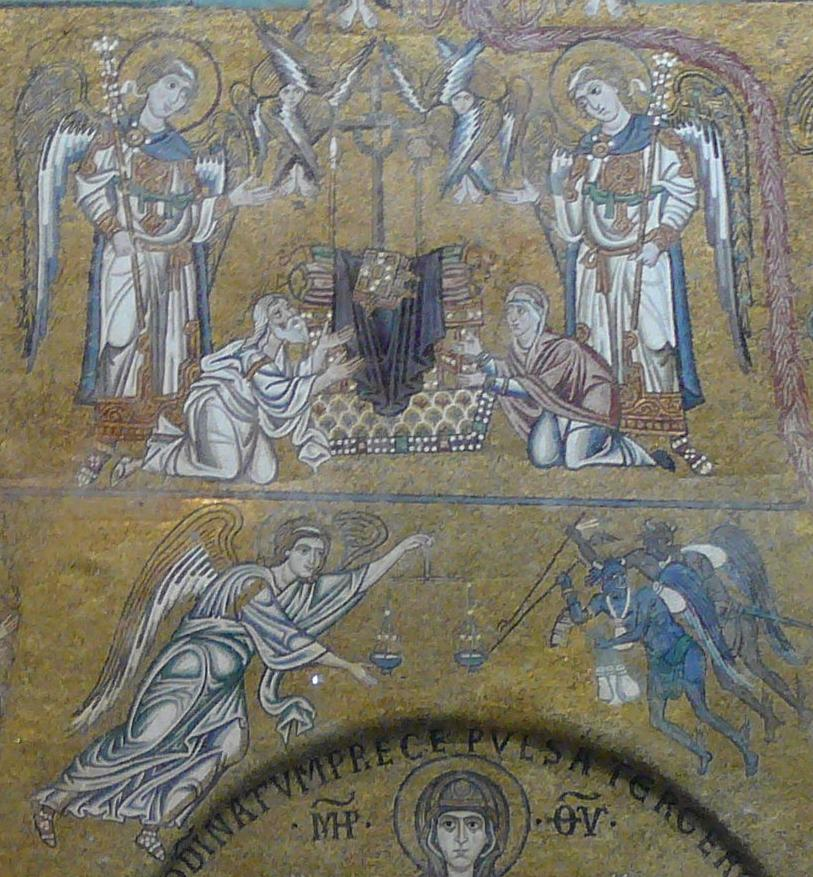
Registres 4 & 5 - Parties centrales
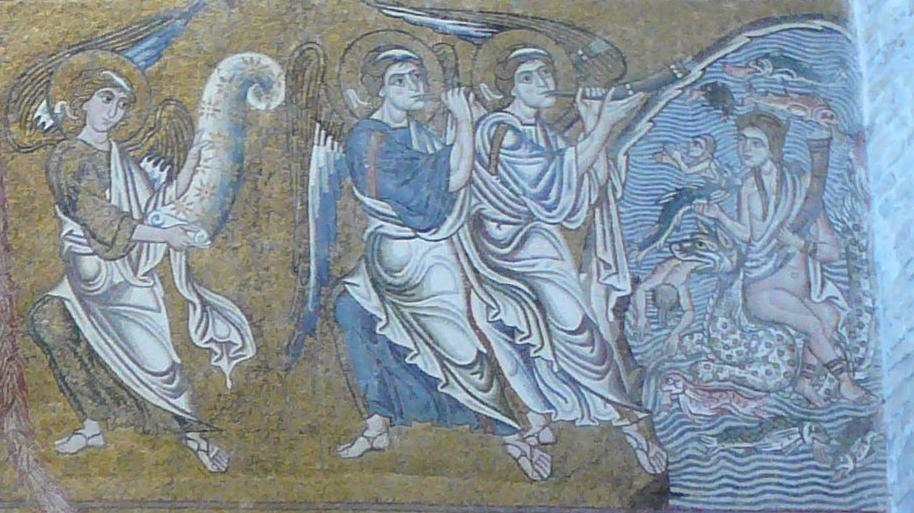
Registre 4 - Les morts sortant de la mer

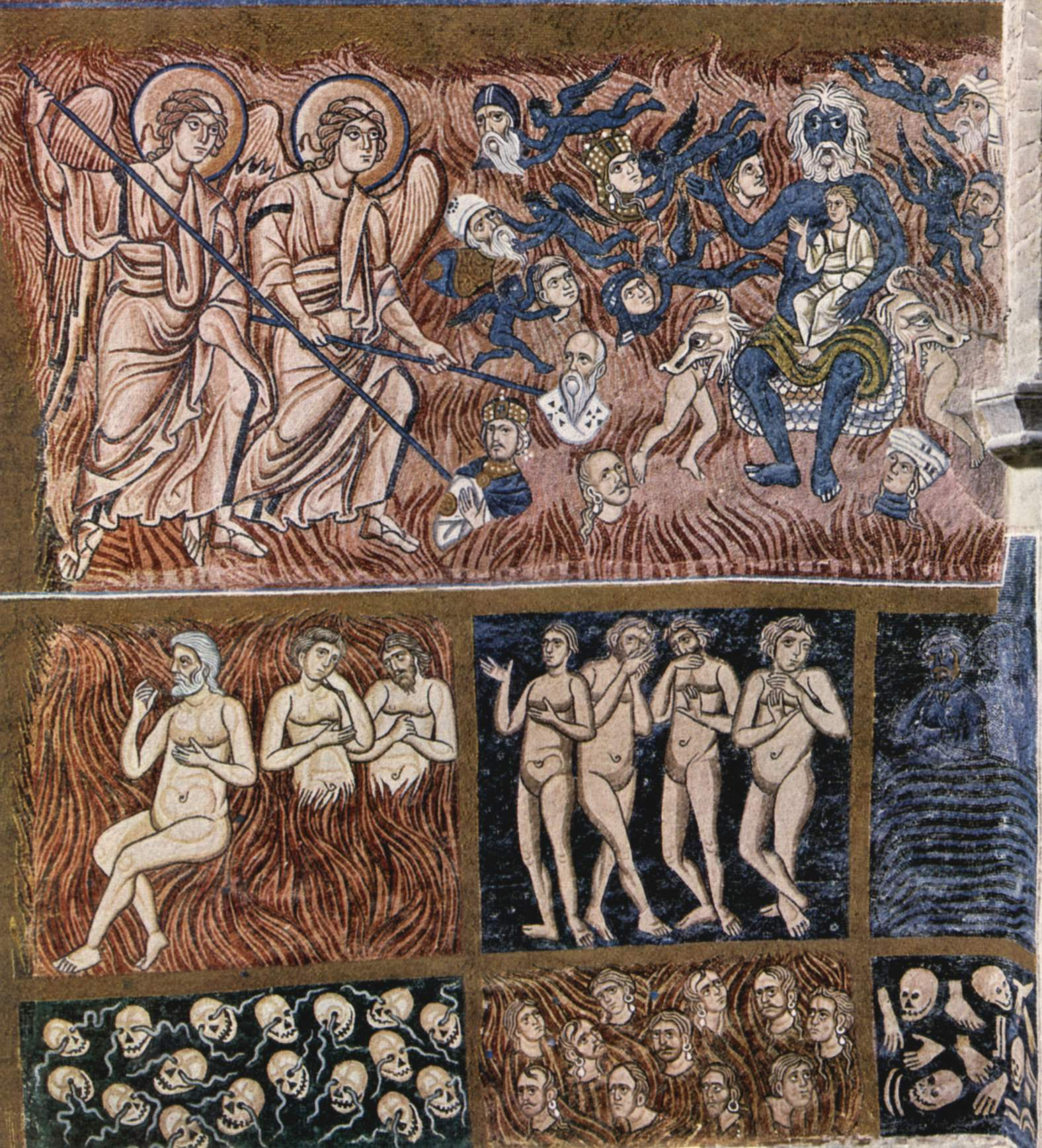
Registres 5 & 6 (parties de droite sur les damnés)

Registre 5/ La séparation des élus et des damnés.
Au centre, l'archange Saint Michel pèse les âmes avec sa balance tandis que deux diables cornus cherchent à la faire pencher de leur côté en la chargeant avec les sacs de péchés.
À gauche figurent les élus répartis en quatre groupes : évêques, martyrs, moines et femmes pieuses.
À droite apparaît l'image la plus célèbre de Torcello : les damnés plongés dans les flammes et tenus en respect par deux anges. Lucifer, tout noir avec ses cheveux ébouriffés et un regard de dément est assis sur le Léviathan à deux têtes (serpent aquatique de l'Apocalypse annoncé par Isaïe). Il tient sur ses genoux l'Antéchrist. Autour de lui virevoltent sept diablotins personnifiant les sept péchés capitaux : l'orgueil, l'avarice, la luxure, la colère, la gourmandise, la paresse et l'envie. Ils évoluent au milieu de têtes humaines représentant des dignitaires et des gens du peuple soumis au même jugement quelle que soit leur condition.

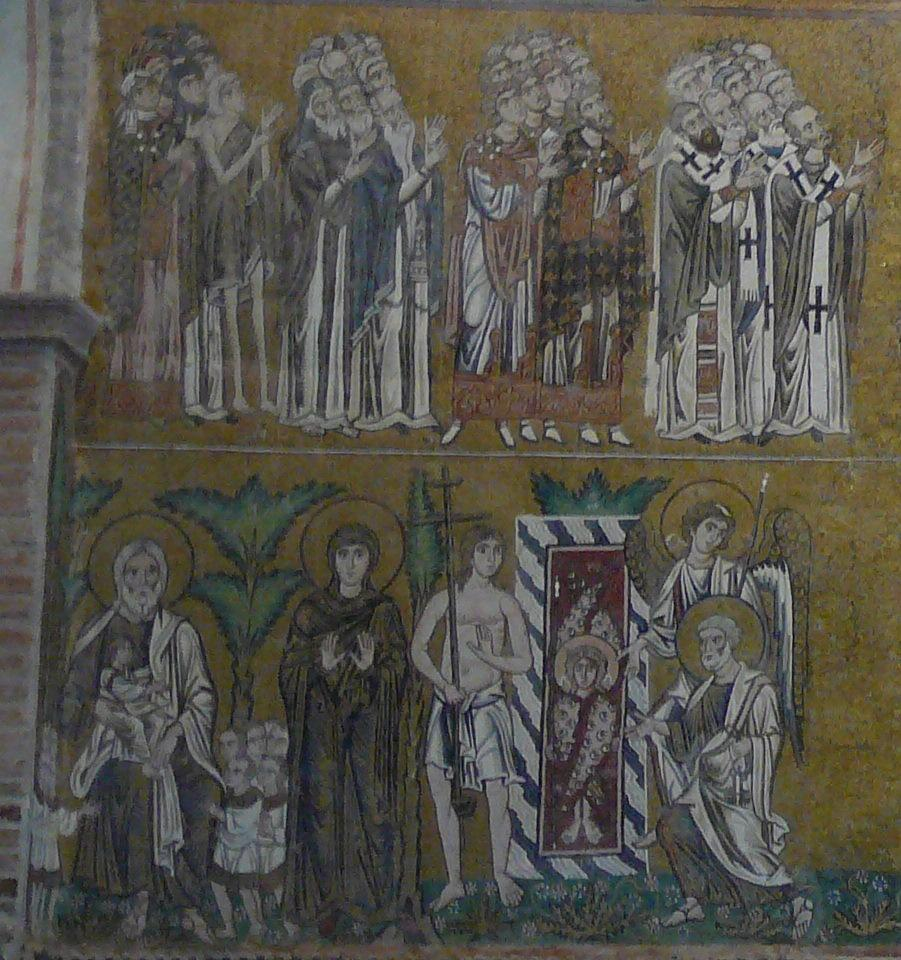
Registres 5 & 6 (partie de gauche sur les élus)

Registre 6/ Le traitement des élus et des damnés.
À gauche, les élus se trouvent au Paradis où pousse du pavot. Saint Pierre avec ses clefs, Saint Michel, un ange aux ailes ornées d'yeux, le Bon Larron, la Vierge et les élus se tournent vers Abraham qui tient le Christ sur ses genoux.
À droite, la célèbre mosaïque des damnés recevant leurs peines en fonction de leurs péchés : les luxurieux et les orgueilleux sont jetés dans les flammes ; les gourmands sont nus, affamés et se rongent les mains; les coléreux sont jetés dans l'eau froide ; les envieux ont les yeux dévorés par des vers ; les avares sont décapités et les paresseux démembrés.

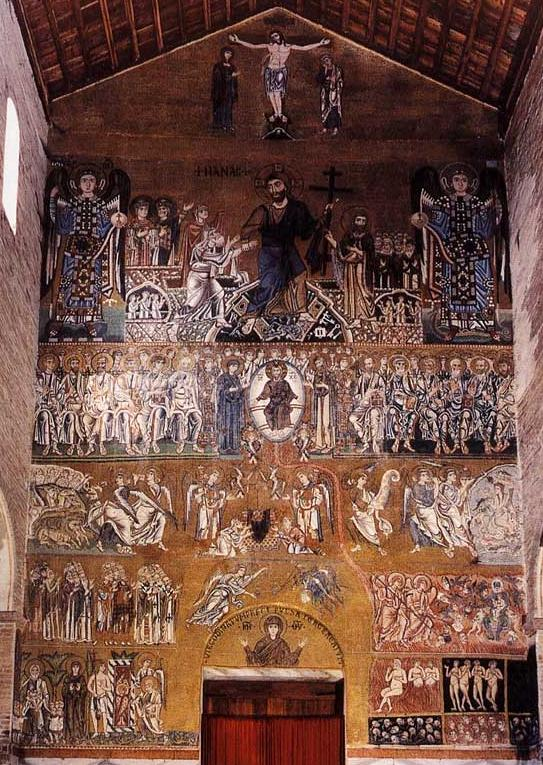
Vue générale du Jugement dernier (XIIe siècle)
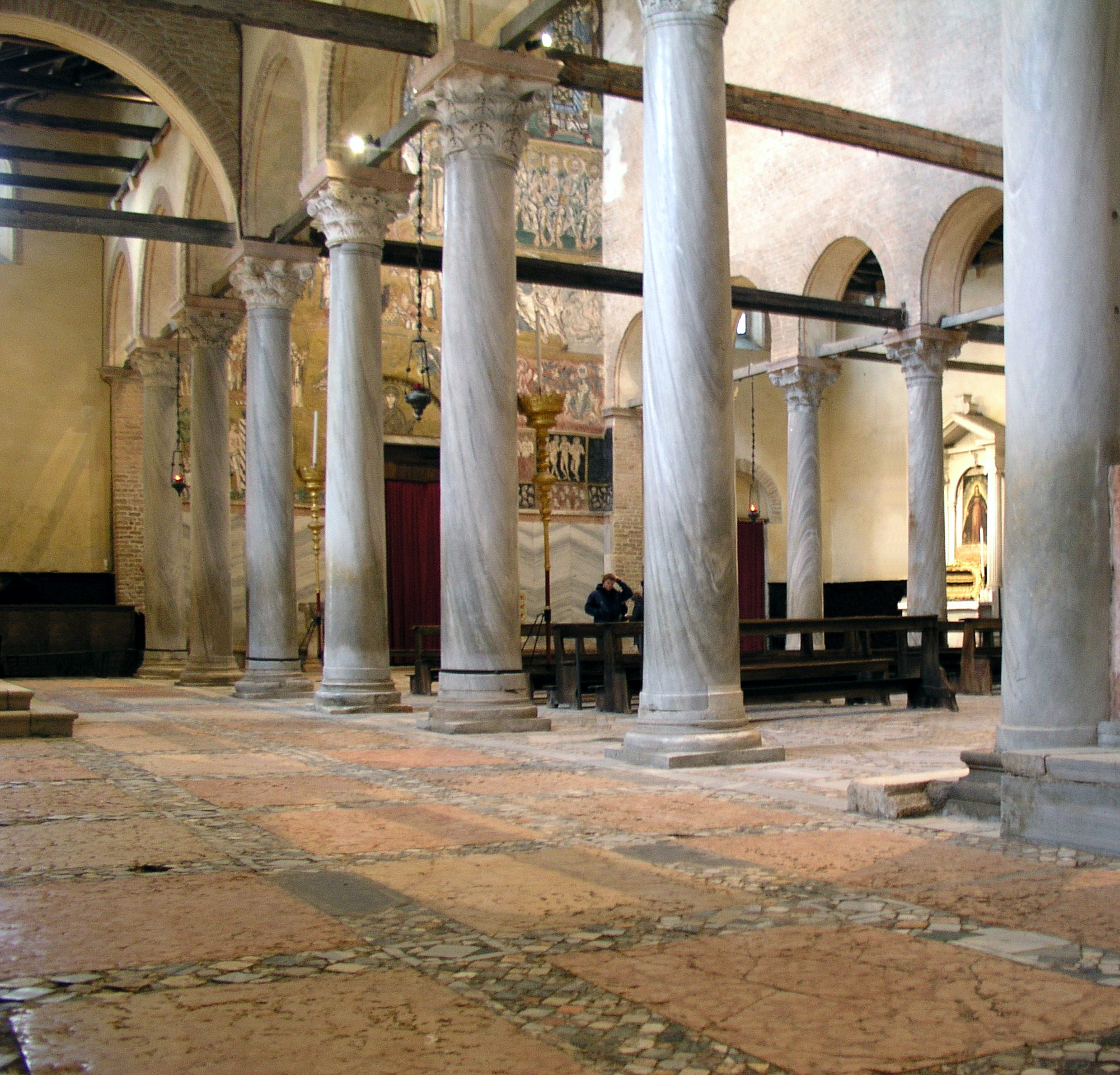
Bas-côté droit.jpg
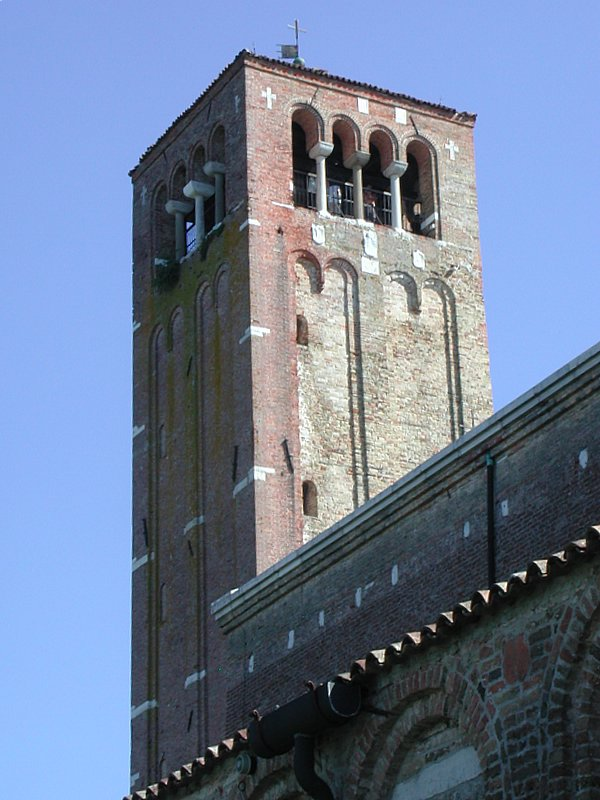
Campanile de la cathédrale de Santa Maria Assunta

#### Campanile
Séparé de la cathédrale, le campanile fut commencé au XIe et servait à contrôler la navigation dans la lagune. Il perdit son sommet en 1640, après avoir été touché par la foudre. En grimpant au sommet, on peut admirer l'île.

### Église Santa Fosca

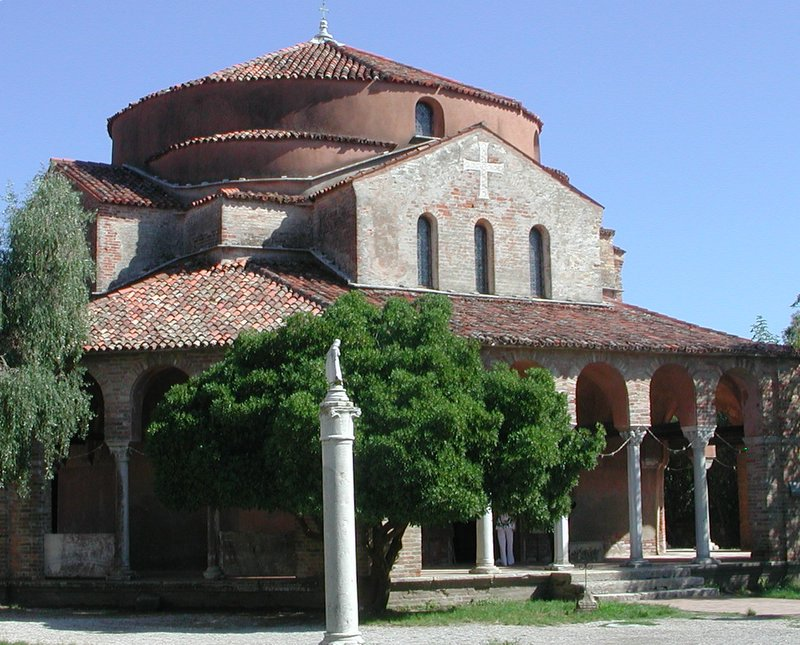
Église Santa Fosca (Sainte-Foy)

Cette église, en croix grecque, fut érigée entre le XIe siècle et le XIIe siècle. À l’origine, il s’agissait probablement d’un martyrium, sanctuaire abritant les restes des martyrs. Elle se présente comme un octogone cerné d’un portique, dont les arcs surhaussés reposent sur des colonnes à chapiteaux vénéto-byzantins. Par sa double rangée d’arcades aveugles et sa frise à motif en dents de scie, l’abside rappelle celle de San Donato. Ce sanctuaire est, par son extrême simplicité, le résumé de la conception byzantine de l’espace comme unité et cohérence structurelle. L’équilibre de forme est mis en valeur par une lumière pure et nette.

### Trône d'Attila
Devant la cathédrale, face au musée provincial de Torcello, se trouve un siège de marbre qui, selon la légende, aurait servi de siège à Attila lorsque celui-ci avait traversé l'Italie. Au Moyen Âge, il fut utilisé par l'évêque et pour l'exercice de la justice.

### Pont du Diable

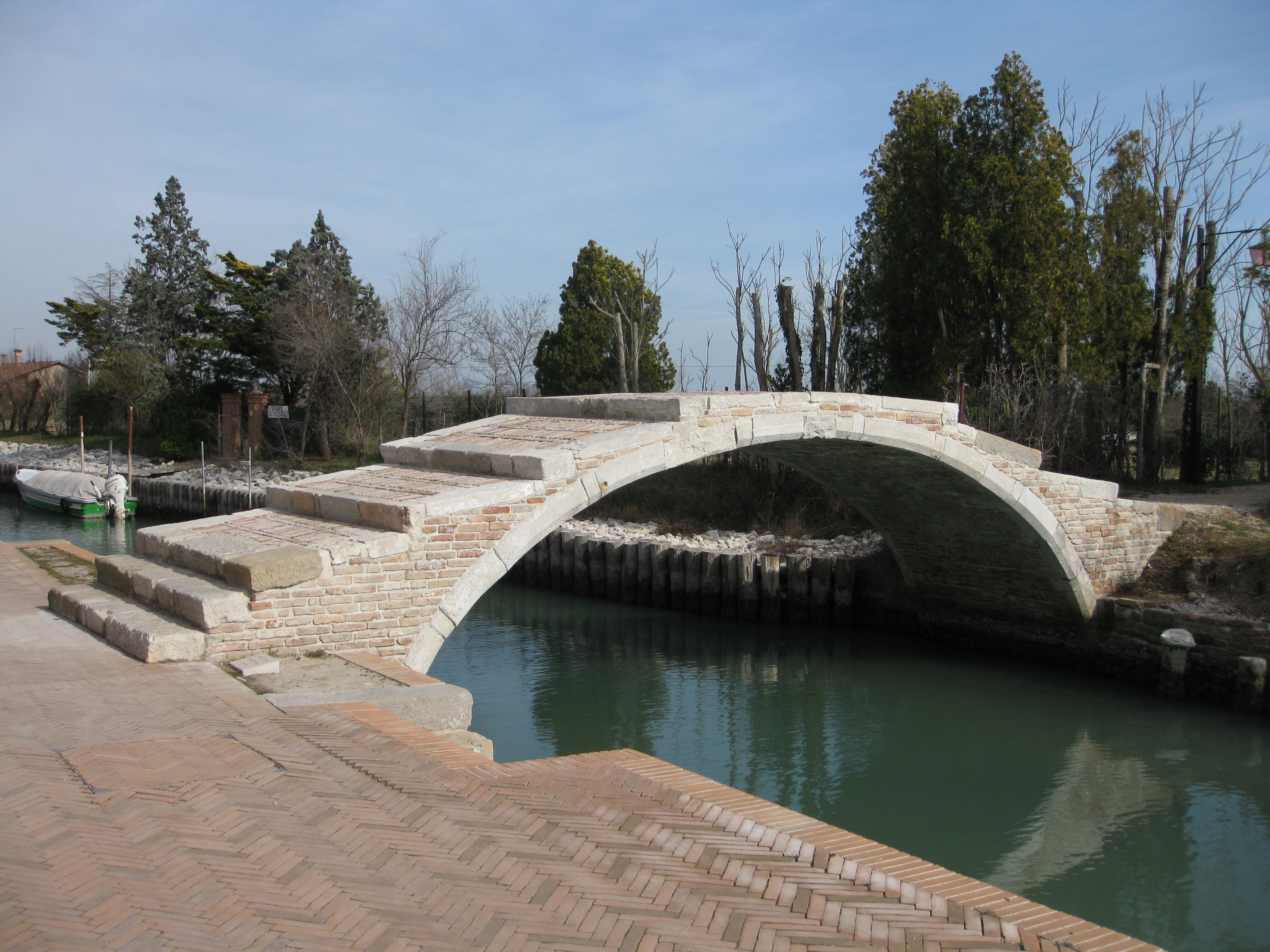
Pont du Diable (après sa restauration de 2009)

Ce pont en pierre, jadis endommagé, enjambe le principal canal de Torcello. Il a été restauré en 2009. À cette occasion, il a retrouvé son apparence d'origine en perdant les parapets qui avaient été ajoutés au XIXe siècle pour éviter les chutes... ...à l'époque où Torcello comptait encore une population "substantielle".

## Accès
Torcello est desservie par les lignes de vaporetto 9 et 12 de l'ACTV, la première faisant la navette entre Burano et Torcello et permettant de relier les deux îles en cinq minutes.